# Języki tracko-ormiańskie
Języki tracko-ormiańskie – hipotetyczna podrodzina języków indoeuropejskich, z której współcześnie zachował się jedynie język ormiański. Posługuje się nim około 5 mln mówiących.
Pierwotnie języki te występowały na północnych i zachodnich wybrzeżach Morza Czarnego. W starożytności obejmowała ona dwie grupy dialektów (języków): trackie – w historycznej krainie Tracji i frygijskie – w Azji Mniejszej. Języki trackie wymarły w pierwszych wiekach naszej ery. Z dialektów starofrygijskich rozwinął się na początku naszej ery język nowofrygijski oraz (według niektórych badaczy) również język staroormiański, którego najstarsze zapisy pochodzą z V w. n.e. i który dał początek współczesnemu językowi nowoormiańskiemu. Fakt genetycznego pochodzenia języka ormiańskiego od dialektów frygijskich nie został jednak dostatecznie potwierdzony.

## Klasyfikacja języków tracko-ormiańskich
języki indoeuropejskie
- języki tracko-ormiańskie

- języki trackie †

- język tracki †
- język dacki †

- język starofrygijski †
- język nowofrygijski †
- staroormiański †
- nowoormiański (ok. 5 mln)

- zachodnioormiański
- wschodnioormiański